# Virgulariidae
Virgulariidae is een familie van neteldieren uit de klasse van de Anthozoa (Bloemdieren).

## Geslachten
- Acanthoptilum
- Scytaliopsis Gravier, 1906
- Scytalium Herklots, 1858
- Stylatula Verrill, 1864
- Virgularia Lamarck, 1816